# Bren

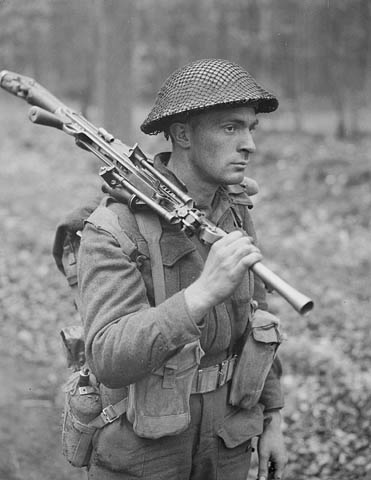
Kanadský voják s kulometem BREN

Lehký kulomet BREN se stal jednou z legendárních zbraní druhé světové války. Jeho vznik se váže k předválečné Československé republice. I samotný název zbraně odkazuje k ČSR, protože je složeninou slov BRno a ENfield ⇒ BREN.

## Historie

### Počátky v ČSR
Kulomet BREN vychází konstrukčně z předchozího úspěšného československého kulometu ZB vz. 26. Počátky vzniku lehkého kulometu spadají do 20. let 20. století, kdy český konstruktér Václav Holek ze Zbrojovky Praga vytvořil prototyp této zbraně. Kulomet byl předveden na jaře roku 1922 a do výzbroje československé armády byl zaveden pod označením PRAGA vz. 24. Licenci zakoupila Zbrojovka Brno, která provedla dílčí úpravy a začala vyrábět lehký kulomet ZB vz. 26. Sériová výroba začala v roce 1927 a Československá armáda převzala celkem 34 550 kusů. Kulomety se díky své nesporné kvalitě začaly vyvážet do zahraničí a docházelo i k prodejům licence. Jednou z nich byla licence do Velké Británie, kde na základě žádosti britského ministerstva války vznikl kulomet ZGB 33, jenž byl zkonstruován pro anglické střelivo ráže 7,7 mm.

### Zkoušky ve Velké Británii
Britská armáda začala již na počátku 20. let hledat náhradu za dosud používaný lehký kulomet amerického původu Lewis. V prosinci 1922 proběhly první srovnávací zkoušky dostupných kulometů amerických, dánských i francouzských, ale žádný nevyhověl přísným požadavkům zkušební komise. V roce 1930 byl zakoupen od Zbrojovky Brno vzorkový kulomet ZB vz. 27 s příslušenstvím a tato zbraň úspěšně prošla zkouškami v říjnu téhož roku.
Kulomet ZB vz. 27 byl vyroben v československé ráži 7,92 × 57mm Mauser, proto anglické úřady požadovaly přepracování zbraně na jejich 7,7 (.303 British). V červnu 1931 byl testován upravený kulomet, avšak projevily se zde některé závady vyplývající z odlišné konstrukce anglického střeliva (nadměrné zanášení plynového mechanismu). V létě 1932 se s upraveným vzorkem ZB vz. 30 vypravil do Anglie sám konstruktér Václav Holek a po konzultacích s anglickými odborníky provedl některé úpravy k zlepšení činnosti zbraně. V říjnu 1932 začali v Brně pracovat na konstrukci vylepšeného typu ZGB vz. 33, který byl úspěšně předveden anglické komisi a v květnu 1933 bylo do Velké Británie dodáno prvních 10 kusů.

### Výroba ve Velké Británii a válečná služba
Po úspěšných zkouškách byla zakoupena licence a kulomet se začal vyrábět ve státní zbrojovce Royal Small Arms Factory v Enfieldu. Byl pojmenován jako BREN, což jsou počáteční názvy Brna a Enfieldu. Během války byla výroba zahájena i v zemích Britského společenství – v Kanadě, Indii a v Austrálii.
Lehký kulomet Bren se stal standardní výzbrojí britských vojsk, používal ho i německý Wehrmacht, který jej zavedl do výzbroje jako MG. 26 a MG. 30 – jednalo se o kořist z Československa a z Jugoslávie. Lehký kulomet byl ve výzbroji pěchotních jednotek, opevněných objektů i obrněných vozidel (např. Bren Carrier).
Během války vzniklo několik obměn a vývoj pokračoval i po roce 1945, kdy došlo k dalším úpravám zbraně. V zemích východního bloku se jednalo o překonstruování na sovětský náboj 7,62 × 39 mm, v zemích NATO byl roku 1958 BREN upraven pro standardní náboj 7,62 x 51 mm NATO a zaveden jako typ L4 LMG.

## Konstrukce
Konstrukčně vycházel kulomet BREN ze známého typu lehkého kulometu ZB vz. 26, respektive z jeho zdokonalené verze ZB vz. 27. Byla to samočinná zbraň pracující na principu tlaku plynů odebíraných ze střední části hlavně kanálkem s regulovatelným průřezem. Prachové plyny působily na plynový píst umístěný v pouzdru pod hlavní, který byl spojen s nosičem závorníku. Závěr byl uzamčen pomocí horizontálně sklopného závorníku, který se při uzamčení opíral o výstupek na horní straně pouzdra závěru. Zbraň střílela z otevřeného závěru.
Hlaveň byla chlazená vzduchem a vyměnitelná, k čemuž pomáhalo držadlo v její střední části. Spoušťový mechanismus umožňoval střelbu jednotlivými ranami i dávkou. Zásobování náboji probíhalo ze segmentového zásobníku na 30 nábojů umístěného na horní ploše pouzdra závěru. Mířidla byla tvořena pevnou muškou a dioptrickým hledím, které bylo u základního typu Mk.I stavitelné pomocí bubínkového mechanismu, u pozdějších typů bylo jednodušší sklopné rámečkové. Mířidla byla kvůli zásobníku vyčnívajícímu nahoru vyosena doleva. Na kulomet BREN bylo možné upevnit protiletadlová mířidla.
Zbraň byla vybavena sklopnou dvojnožkou. Kulomet mohl být rovněž uchycen na trojnohý podstavec.

## Varianty

### Československý BREN
V Československu byly v letech 1930–1934 vyrobeny vzorkové kusy kulometu BREN v britské ráži 7,7 mm a sedm kusů BRENu v ráži 7,92 × 57mm Mauser pro případný zájem ze strany československé armády.
Za války bylo exportováno 3334 kusů kulometu BREN československé výroby do Bulharska. Tyto kulomety používaly náboje 8 × 56 mm Mannlicher.
V poválečném období byl v Československu zkoušen BREN upravený pro nové zkrácené střelivo 7,62 × 45 mm, ale k sériové výrobě nedošlo.

### Britský BREN

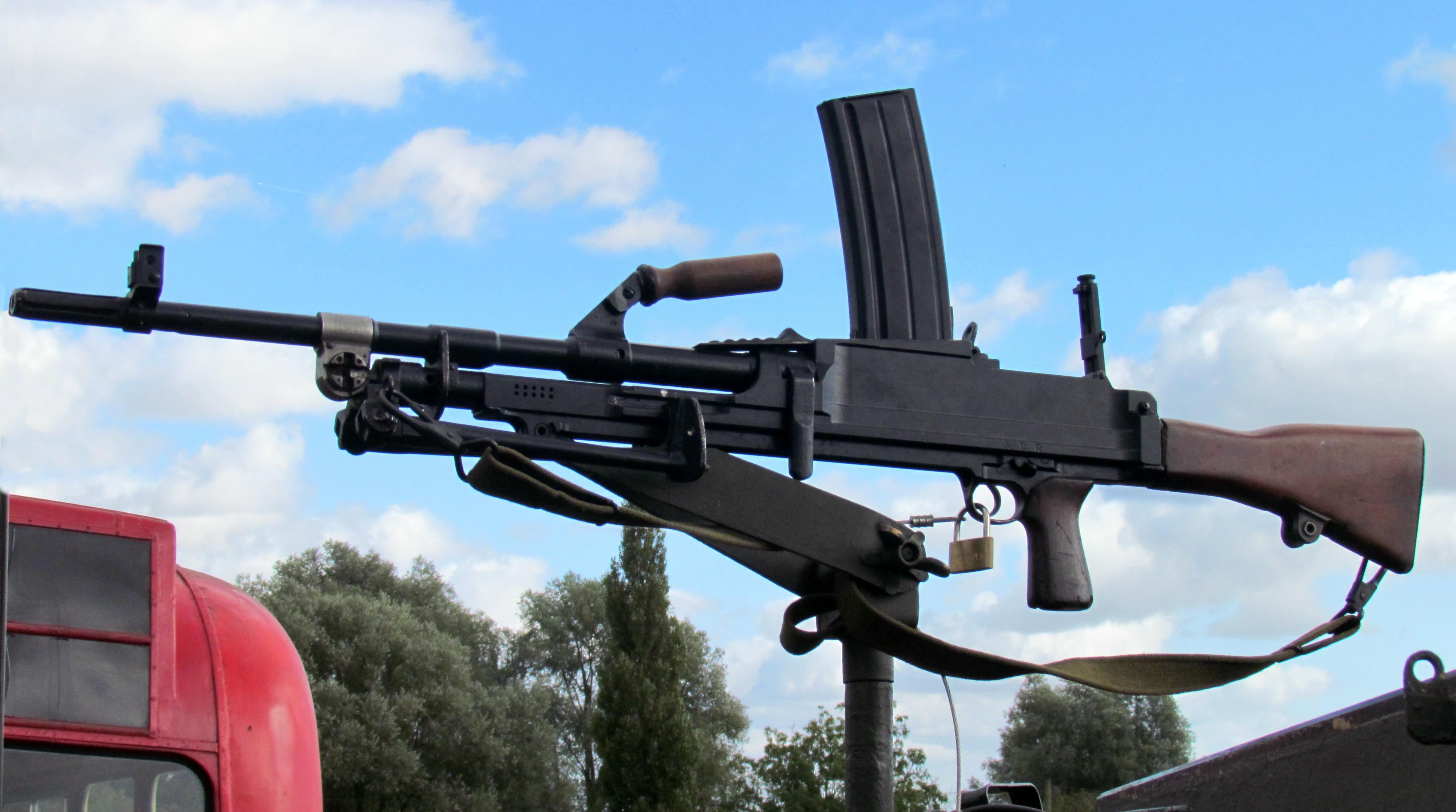
Lehký kulomet L4

V Anglii, Kanadě a v Austrálii se postupně vyráběly verze BREN Mk.I, Mk.II/1, Mk.II, Mk.3 a Mk.4. Postupný vývoj směřoval k zjednodušení výroby a snížení hmotnosti. V 50. letech 20. století byly původní kulomety BREN Mk.II a MK.3 transformovány na standardní ráži NATO – 7,62 x 51 mm a tyto zbraně byly označeny jako BREN L4A1 až L4A7. Zásobníky užívané L4 byly zaměnitelné se zásobníky na dvacet nábojů pro samonabíjecí pušky L1A1, nebo třicetirannými zásobníky pro australské či kanadské podpůrné zbraně družstva L2A1 a C2A1, vyvinuté z belgické pušky FN FAL. 
Kulomety L4 byly britskými ozbrojenými silami bojově nasazeny ještě ve válce o Falklandy a v omezené míře i první válce v Zálivu.
Podobně jako britské  byly upravovány rovněž exempláře vyráběné v poválečném období v Indii.
Kanadská firma John Inglis exportovala za 2. světové války kulomety BREN Mk.II do Číny v ráži 7,92 × 57 mm Mauser se zásobníkem československého typu na 20 nábojů. Tyto zbraně spolu s předválečnými československými dodávkami kulometu vz. 26 byly v Čínské lidové republice upraveny na sovětský náboj 7,62 × 39 mm a používaly zásobníky typu Kalašnikov.
Na Tchaj-wanu se vyráběl kulomet BREN v poválečném období jako typ 41 v americké ráži .30-06 Springfield.
Ve stejné ráži (.30-06 Springfield) byly dodávány anglické BRENy po válce i do Itálie.